# Leptoscyphus chilensis
Leptoscyphus chilensis là một loài rêu tản trong họ Geocalycaceae. Loài này được (De Not.) Grolle miêu tả khoa học lần đầu tiên năm 1960.